# Vähä-Kuha
Vähä-Kuha är en ö i Finland. Den ligger i sjön Vanajavesi och i kommunen Hattula i den ekonomiska regionen  Tavastehus ekonomiska region  och landskapet Egentliga Tavastland, i den södra delen av landet, 120 km norr om huvudstaden Helsingfors. Öns största längd är 2,8 kilometer i sydöst-nordvästlig riktning.